# Pterostichus maitreya
Pterostichus maitreya (лат.) — вид жуков рода птеростихи (Pterostichus) из семейства жужелицы. Эндемик Китая, Гуйчжоу (горы Улиншань).

## Описание
Отличается от близких видов мелким туберкуломом в середине последнего стернума самца, гладким низом пятого членика лапок, неотчётливыми задними пронотальными углами, а также строением гениталий и пронотумом с одной средне-боковой щетинкой.
Наземные подвижные жуки коричневого и чёрного цвета, длиной около 1 см (13,0-13,8 мм). Глаза крупные, выпуклые; развиты две супраорбитальные щетинки. Пронотум округлый. Средние бёдра ног с двумя щетинками по заднему краю и одним коротким субапикальным шипиком; тазики задних ног с двумя щетинками; задние вертлуги с одной сетой. VIII-й стернум брюшка самок с полупрозрачной областью в середине. Вид был впервые описан в 2015 году китайскими энтомологами Х. Ши (College of Forestry, Beijing Forestry University, Пекин, Китай) и Х. Ляном (Institute of Zoology, Chinese Academy of Sciences, Пекин) и включён в состав подрода Circinatus.

## Этимология
Видовое название  P. maitreya дано в честь бога Майтрея (Maitreya Buddha), так как типовая серия найдена в священных буддистских горах Китая (Fanjingshan Mountain).